# Rossz vér (album)
A Rossz vér Deák Bill Gyula bluesénekes első nagylemeze. Az első Deák Bill szólólemezt egy Hobo Blues Band lemeznek is tekinthetnénk, hiszen az akkori H.B.B. felállás készítette. Az albumon ma már olyan örökzöld szerzemények hallhatóak, mint a „Felszarvazottak balladája”, vagy a címadó szerzemény, amelyeket mind a mai napig játszanak a koncerteken.
Nagy figyelmet kell fordítani, a „Középeurópai Hobo Blues III.” csodálatos szövegvilágára, és a „Mindenem a tévé” c. szerzeményre, melynek napjainkig aktualitással rendelkezik a szövege.

| „ | Mindig csak őt nézem, ő is bámul engem, Bízom benne nagyon, be nem csapna engem. Megszabja pontosan, mit szabad tennem. Beosztja időmet, ellátja agyamat. Enyém a választás, övé az akarat. Egymásra találtunk rövid idő alatt. | ” |
|   | |   |

Földes László (Hobo) két dalban is közreműködik a lemezen, az egyik a már említett  „Felszarvazottak balladája”, a másik pedig az album zárószerzeménye az „Ez a helyzet”, amiben  elhangzik egy szállóige, amely akkoriban jellemezte a Hobo Blues Band együttest.
| „ | Nyomjuk a bluest, és majd lesz valahogy. | ” |
|   |                                          |   |

A klasszikus rock és blues dalok közül, egyedül a „Ne szeress engem!” című darab lóg ki, amit a lemez művészeti vezetője Presser Gábor írt. A Presser – Dusán szerzemény erőteljes billentyűs befolyást mutat. Érdekességképpen megemlítendő, hogy a dalban vendégeskedik, a Ki Mit Tud? győztes jazz énekesnő Falusi Mariann is.
Összességében elmondható, hogy a Rossz vér c. album, mind a zene, mind a szövegek tekintetében, egy tökéletes lemez, amely a szocializmusban élő „kisember” bús siralmait örökíti meg.

## Számlista
A dalok szerzője Póka Egon, Tátrai Tibor – Földes László, Deák Bill Gyula, kivéve, ahol a szerzőség jelölve van.
| 1.    | Rossz vér                                             | 7:47 |
| 2.    | Őrülj meg, kicsi                                      | 4:42 |
| 3.    | Ne szeress engem (Presser Gábor – Sztevanovity Dusán) | 5:24 |
| 4.    | Mindenem a tévé                                       | 4:22 |
| 5.    | A felszarvazottak balladája                           | 4:06 |
| 6.    | Középeurópai Hobo Blues III.                          | 6:28 |
| 7.    | Ez a helyzet                                          | 5:04 |
| 37:53 |                                                       |      |

## Közreműködők
- Deák Bill Gyula – ének
- Földes László – ének
- Falusi Mariann – ének
- Tátrai Tibor – gitár
- Póka Egon – basszusgitár
- Döme Dezső – dob
- Bodonyi Attila – Hammond-orgona
- Fogarasi János – Hammond-orgona
- Bodonyi Attila – szájharmonika, vokál
- Presser Gábor – művészeti vezető
- Kovács György – zenei rendező és hangmérnök[1]

## Külső hivatkozások
- Hivatalos oldal
- 25 éves a Rossz vér. Leggitar.blog.hu .